# Tanakajd
Tanakajd è un comune dell'Ungheria di 712 abitanti (dati 2001). È situato nella contea di Vas.